# Brenan Park
Brenan Park är en park i Australien. Den ligger i delstaten New South Wales, i den sydöstra delen av landet, omkring 27 kilometer väster om delstatshuvudstaden Sydney.
Runt Brenan Park är det mycket tätbefolkat, med 2 028 invånare per kvadratkilometer.. Närmaste större samhälle är Blacktown, nära Brenan Park. 
Runt Brenan Park är det i huvudsak tätbebyggt. Genomsnittlig årsnederbörd är 1 267 millimeter. Den regnigaste månaden är februari, med i genomsnitt 216 mm nederbörd, och den torraste är juli, med 25 mm nederbörd.